# Prix des Élites
Groupe I
Le Prix des Élites est une course hippique de trot monté qui se déroule au mois de septembre sur l'hippodrome de Vincennes à Paris.

## Historique
L'épreuve est créée en 1943 et fait alors partie du meeting d'hiver. En 1951, sa position dans le calendrier est inversée avec le Prix des Centaures et prend place en fin de meeting d'été. Longtemps cette course de Groupe I fut ouverte aux chevaux de 3 à 5 ans (hongres exclus), se posant en équivalent du Prix de l'Étoile de trot attelé, puisque les 3 ans bénéficiaient de 50 mètres d'avance sur leurs ainés. Dans le cadre d'une réforme du programme appliquée à partir de 2022, le Prix des Élites devient réservés aux seuls 4 ans. En 2024, elle est ouverte aux chevaux ayant gagné au moins 32 000 €. La course se dispute sur la distance de 2 175 mètres (grande piste), pour une allocation qui s'élève à 240 000 €, dont 108 000 € pour le vainqueur.

## Palmarès depuis 2022 (course pour 4 ans)
| Année | Vainqueur   | Sexe | Père           | Jockey           | Entraîneur      | Deuxième         | Troisième         | Distance | Réd.km |
| ----- | ----------- | ---- | -------------- | ---------------- | --------------- | ---------------- | ----------------- | -------- | ------ |
| 2024  | Kyt Kat     | M    | Booster Winner | Camille Levesque | Thomas Levesque | Kalif Landia     | Kyrielle des Vaux | 2 175 m  | 1'10"7 |
| 2023  | Je M'Envole | M    | Joyau d'Amour  | Mathieu Mottier  | Mathieu Mottier | Jean Balthazar   | Jane Aimée        | 2 175 m  | 1'10"6 |
| 2022  | Intuition   | F    | Brillantissime | Adrien Lamy      | Tomas Malmqvist | Inès des Rioults | Idéale du Chêne   | 2 175 m  | 1'10"8 |

## Palmarès avant 2022 (course pour 3 à 5 ans)
| Année | Vainqueur          | S/A | Père               | Jockey                   | Entraîneur              | Deuxième           | Troisième         | Distance | Réd.km |
| ----- | ------------------ | --- | ------------------ | ------------------------ | ----------------------- | ------------------ | ----------------- | -------- | ------ |
| 2021  | Girly Béco         | F.5 | Tiégo d'Étang      | Guillaume Martin         | Maxime Bézier           | Granvillaise Bleue | Gospel Pat        | 2 200 m  | 1'10"5 |
| 2020  | Feeling Cash       | M.5 | Ready Cash         | Éric Raffin              | Philippe Allaire        | Flamme du Goutier  | Fado du Chêne     | 2 200 m  | 1'10"6 |
| 2019  | Flèche Bourbon     | F.4 | Saxo de Vandel     | Alexandre Abrivard       | Sébastien Guarato       | Feeling Cash       | Exotica de Retz   | 2 200 m  | 1'11"7 |
| 2018  | Elladora de Forgan | F.4 | Gazouillis         | Franck Nivard            | Franck Leblanc          | Feeling Cash       | Dynasty Péji      | 2 200 m  | 1'11"4 |
| 2017  | Cyprien des Bordes | M.5 | Ouragan de Celland | Jean-Loïc-Claude Dersoir | Joël Hallais            | Chancelière Citrus | Eye of the Storm  | 2 200 m  | 1'12"1 |
| 2016  | Dollar Macker      | M.3 | Saxo de Vandel     | Yoann Lebourgeois        | Philippe Allaire        | Bellissima France  | Dhikti Védaquais  | 2 150 m  | 1'12"7 |
| 2015  | Cocktail Meslois   | M.3 | Roc Meslois        | Franck Nivard            | Pierre Belloche         | Alto de Viette     | Astor du Quenne   | 2 150 m  | 1'13"7 |
| 2014  | Booster Winner     | M.3 | Love You           | Éric Raffin              | Sébastien Guarato       | Brutus de Bailly   | Viva Forest       | 2 150 m  | 1'12"5 |
| 2013  | Anastasia Fella    | F.3 | Goetmals Wood      | Franck Nivard            | Fabrice Souloy          | Ultissimo          | Utopie Imperiale  | 2 150 m  | 1'13"  |
| 2012  | Vanishing Point    | M.3 | Ludo de Castelle   | Damien Bonne             | Sébastien Guarato       | Vipsie Griff       | Taïga du Rib      | 2 150 m  | 1'12"8 |
| 2011  | Uppercut du Rib    | M.3 | Quadrophenio       | David Thomain            | Joël Hallais            | Uncaring           | Tango Quick       | 2 150 m  | 1'13"  |
| 2010  | Thorens Védaquais  | M.3 | Cygnus d'Odyssée   | Yoann Lebourgeois        | Philippe Allaire        | Talina Madrik      | Toscane Jab       | 2 150 m  | 1'13"4 |
| 2009  | Scipion du Goutier | M.3 | Goetmals Wood      | Franck Nivard            | Franck Leblanc          | Quiléa Jiel        | Quokine Berry     | 2 150 m  | 1'11"9 |
| 2008  | Replay Oaks        | M.3 | Le Big Boss        | Émile Fournigault        | Gaston Alainé           | Rêve des Vallées   | Paola de Lou      | 2 150 m  | 1'13"6 |
| 2007  | Quelle Folle       | F.3 | Achille            | Franck Nivard            | Jean-Michel Baudouin    | Or de Bruges       | Quincy Boy        | 2 150 m  | 1'12"8 |
| 2006  | Nouba Turgot       | F.5 | Canada             | Éric Raffin              | Franck Anne             | Paisy Dream        | Pacifique Gédé    | 2 200 m  | 1'12"5 |
| 2005  | Orphea de Nay      | F.3 | Caribou du Ranch   | Louis Baudron            | Fabrice Souloy          | Miss Castelle      | Orélie de Retz    | 2 150 m  | 1'14"4 |
| 2004  | Miss Castelle      | F.4 | Goetmals Wood      | Philippe Masschaele      | Thierry Duvaldestin     | New Orleans        | Néléos du Goutier | 2 200 m  | 1'13"3 |
| 2003  | Mara Bourbon       | F.3 | And Arifant        | Louis Baudron            | Jean-Pierre Dubois      | Kepler             | Kinder Jet        | 2 150 m  | 1'15"6 |
| 2002  | Jirella            | F.5 | Cèdre du Vivier    | Laurent-Claude Abrivard  | Jean-Michel Bazire      | Léda d'Occagnes    | Joyau d'Amour     | 2 200 m  | 1'13"7 |
| 2001  | Iouky du Pré       | M.5 | Baccarat du Pont   | Jean-Michel Bazire       | Henri Mahé              | Instant Gédé       | Kyrielle Club     | 2 200 m  | 1'13"6 |
| 2000  | Jenko              | M.3 | Esotico Star       | Philippe Masschaele      | Jean-Philippe Dubois    | Joe l'Amoroso      | Jonquille du Rib  | 2 150 m  | 1'16"  |
| 1999  | Golf du Pommeau    | M.5 | Viking Sun         | Laurent-Claude Abrivard  | Laurent-Claude Abrivard | Gringo de Villière | Grâce Ducal       | 2 200 m  | 1'13"9 |
| 1998  | Gai Brillant       | M.4 | Podosis            | Jean-Philippe Mary       | Philippe Allaire        | Fan Quick          | Habitat           | 2 200 m  | 1'15"7 |
| 1997  | Express Road       | M.5 | James Pile         | Jean-Paul Piton          | Philippe Allaire        | Fort Pile          | Ernest d'Ombrée   | 2 200 m  | 1'15"2 |
| 1996  | Fine Perle         | F.3 | Marpheulin         | Jean-Philippe Mary       | Philippe Allaire        | Eros du Rocher     | Dany Royale       | 2 150 m  | 1'17"9 |
| 1995  | Courlis du Pont    | M.5 | Opus Dei           | Philippe Békaert         | Ulf Nordin              | Cactus de Tessé    | Cyrus Buissonay   | 2 200 m  | 1'15"3 |
| 1994  | Courlis du Pont    | M.4 | Opus Dei           | Philippe Békaert         | Ulf Nordin              | Balzac             | Bouba             | 2 200 m  | 1'16"5 |
| 1993  | Alpha Barbés       | M.5 | Néric Barbés       | Jean-Philippe Mary       | Christian Bigeon        | Anita de la Vallée | Annie Royale      | 2 200 m  | 1'16"5 |
| 1992  | Vivier de Montfort | M.5 | Kronos du Vivier   | Jean-Claude Hallais      | Christian Bigeon        | Vaflosa Gédé       | Vallée du Loir    | 2 300 m  | 1'17"2 |
| 1991  | Uthman             | M.5 | Ignifugé           | Jean-Pierre Thomain      | Jacky Legall            | Uno Atout          | Atout de Marjon   | 2 325 m  | 1'16"7 |
| 1990  | Tahita de Yet      | F.5 | Jiosco             | Yves Dreux               | Patrick Hawas           | Talbin             | Tiarko            | 2 325 m  | 1'17"5 |
| 1989  | Speed Clayettois   | M.5 | Joachim            | Yves Dreux               | Ali Hawas               | Stirwen            | Suva              | 2 325 m  | 1'17"2 |
| 1988  | Reine du Corta     | F.5 | Ura                | Michel Lenoir            | Alain Roussel           | Rivage             | Rikita Fouteau    | 2 325 m  | 1'17"2 |
| 1987  | Quel Soro          | M.5 | Ignifugé           | Alain Sionneau           | Alain Sionneau          | Qualifié           | Speed Clayettois  | 2 325 m  | 1'16"7 |
| 1986  | Potin d'Amour      | M.5 | Chambon P          | Yves Dreux               | Jan Kruithof            | Portolugo          | Prince Atout      | 2 325 m  | 1'18"8 |
| 1985  | Opprimé            | M.5 | Coppet             | Alain Laurent            | Jean-Pierre Viel        | Ogino              | Oppoka Mabon      | 2 325 m  | 1'18"7 |
| 1984  | Ogino              | M.4 | Vasco              | Gérard Raulline          | Bernard Raulline        | Noce de Porphyre   | Odin de la Vente  | 2 275 m  | 1'19"4 |
| 1983  | Opérigo            | M.3 | Valmont            | Yves Dreux               | Ali Hawas               | Maritza de Vrie    | Nausicaa Nyssia   | 2 225 m  | 1'20"4 |
| 1982  | Nestoriac          | M.3 | Derjacques         | Jean-Marie Riaud         | Ali Hawas               | Lapito             | Luga              | 2 225 m  | 1'20"4 |
| 1981  | Loustic de la Tour | M.4 | Tatius             | Michel-Marcel Gougeon    | Michel-Marcel Gougeon   | Klon Klon          | Mabrouka          | 2 275 m  | 1'18"1 |
| 1980  | Kaiser Trot        | M.4 | Canino             | Philippe Békaert         | Joël Hallais            | Karim Mabon        | Jaguar du Corta   | 2 275 m  | 1'20"7 |
| 1979  | Istraeki           | M.5 | Paléo              | Michel-Marcel Gougeon    |                         | Idylle du Corta    | Jeune Orange      | 2 275 m  | 1'17"1 |
| 1978  | Jeune Orange       | F.3 | Chambon P          | Alain Sionneau           |                         | Hurgo              | Idylle Charmeuse  | 2 225 m  | 1'20"  |
| 1977  | Guéridia           | F.5 | Quérido II         | Philippe Békaert         |                         | Gaie Matine        | Galopin des Prés  | 2 275 m  | 1'19"8 |
| 1976  | Flamenco           | M.5 | Fandango           | Michel-Marcel Gougeon    |                         |                    |                   | 2 275 m  | 1'20"6 |
| 1975  | Elpénor            | M.5 | Quioco             | Jean Mary                |                         | Gazon              | Galet Bleu        | 2 300 m  | 1'19"3 |
| 1974  | Dinès P            | F.5 | Seddouk            | Michel Lecacheux         |                         | Dastérien          | Égyptia           | 2 300 m  | 1'19"4 |
| 1973  | Champenoise        | F.5 | Pacha Grandchamp   | Pierre Giffard           |                         | Étiennette         | Étoile d'Odyssée  | 2 300 m  | 1'18"4 |
| 1972  | Bellino II         | M.5 | Boum III           | René Fabre               |                         | Borgia III         | Champenoise       | 2 300 m  | 1'19"7 |
| 1971  | Bellino II         | M.4 | Boum III           | René Fabre               |                         | Arbella            | Ajaccien          | 2 300 m  | 1'18"9 |
| 1970  | Valmont            | M.5 | Fandango           | Louis Sauvé              |                         | Arbella            | Arilavo Mabon     | 2 300 m  |        |
| 1969  | Ulric              | M.5 | Euripide           | Gérard Mascle            |                         | Upsalin            | Alain D           | 2 300 m  |        |
| 1968  | Uvien              | M.4 | Osembe             | Gérard Mascle            |                         | Tabriz             | Upsalin           | 2 300 m  | 1'19"4 |
| 1967  | Tidalium Pelo      | M.4 | Jidalium           | Jean Mary                |                         | Sole Mio B         | Tabriz            | 2 300 m  | 1'19"8 |
| 1966  | Seddouk            | M.4 | Carioca II         | Gérard Mascle            |                         | Reine de Mars B    | Rembrandt II      | 2 300 m  | 1'1    |
| 1965  | Quérido II         | M.5 | Fandango           | Jean Mary                |                         | Quioco             | Seddouk           | 2 300 m  | 1'20"  |
| 1964  | Quovaria           | F.4 | Carioca II         | François Brohier         |                         | Paléo              | Port Mahon        | 2 325 m  | 1'20"7 |

## Sources, notes et références

### Sources
- Pour les conditions de course et les dernières années du palmarès : site du Cheval français : résultats officiels
- Pour les courses plus anciennes : site du Cheval français : rechercher un prix